# Casa del carrer Buenos Aires, 30
Casa del carrer Buenos Aires, 30 és una casa de cos del Masnou (Maresme).

## Descripció
Casa de cós entre mitgeres de planta rectangular alineada al pla de carrer que consta de planta baixa i pis i acabada amb coberta plana practicable a mode de terrat català.
La façana es genera a partir d'una disposició simètrica mitjançant dos eixos de verticalitat definits per les obertures: porta d'accés i finestra lateral a la planta baixa i dues finestres a la planta pis. Totes les obertures són d'arc de mig punt. I les finestres de la planta pis són balconeres, amb una barana baixa de ferro de protecció. El coronament de la façana, damunt la cornisa, hi ha una balustrada que actua de barana del terrat.
L'acabat superficial dels parament de la façana és estucat i pintat amb esgrafiats ornamentals de motius florals damunt les llindes de les obertures i la data de 1923 entre les dues finestres de la planta pis.

## Història
Casa de cós transformada l'any 1923.